# Ga Mahat Thai MRT

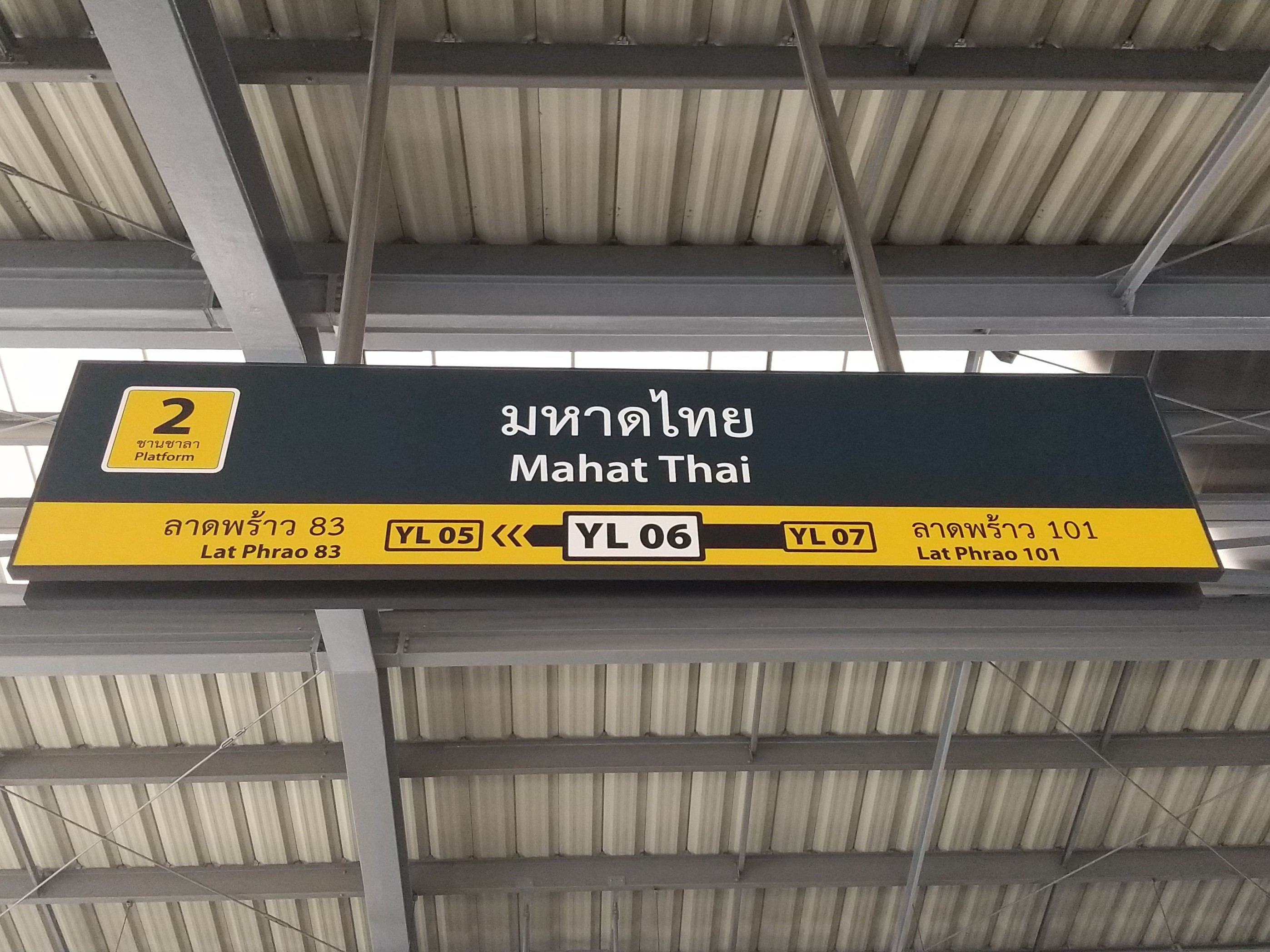
Bảng hiệu

Ga Mahat Thai (tiếng Thái: สถานีมหาดไทย) là một ga Bangkok MRT trên Tuyến Vàng. Nhà ga nằm trên Đường Lat Phrao, gần Soi Lat Phrao 120 tại quận Wang Thonglang, Băng Cốc. Nhà ga có bốn lối vào. Nó được mở cửa ngày 12 tháng 6 năm 2023 như một phần chạy thử nghiệm giữa Hua Mak và Phawana.
Nó được đặt tên do nằm gần Soi Lat Phrao 122, còn gọi là Soi Mahad Thai, đường tắt đi đến Soi Ramkhamhaeng 65 trên Đường Ramkhamhaeng đối diện Sân vận động Rajamangala và Đại học Ramkhamhaeng (RU) tại quận Bang Kapi.